# Wahlenbergia littoralis
Wahlenbergia littoralis är en klockväxtart som först beskrevs av Jacques-Julien Houtou de La Billardière, och fick sitt nu gällande namn av Robert Sweet. Wahlenbergia littoralis ingår i släktet Wahlenbergia och familjen klockväxter. Inga underarter finns listade i Catalogue of Life.